# Cisma de Fócio

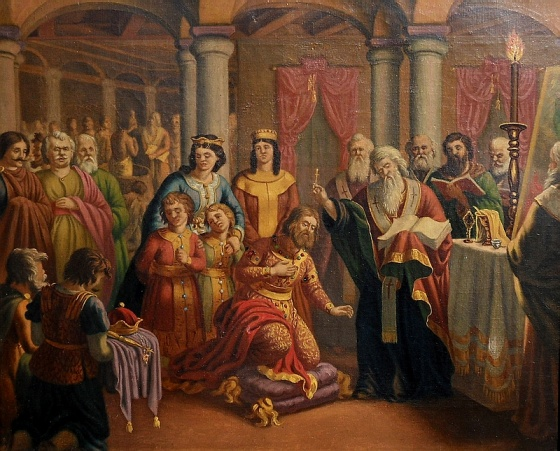
"Batismo da Corte de Preslav" por Nikolai Pavlovich, século XIX

O cisma de Fócio é um termo utilizado para descrever a controvérsia que durou entre 863 e 867 entre a Igreja de Constantinopla e a Igreja de Roma, liderada pelo papa.
O conflito foi precipitado pela dura oposição do papa Nicolau I (r. 858 - 867) à destituição do patriarca de Constantinopla Inácio e a ascensão de Fócio em seu lugar, a pedido do imperador bizantino Miguel III, o Ébrio. O escândalo foi enorme, pois Fócio era um leigo e um ferrenho defensor da autonomia da igreja oriental frente às determinações do bispo de Roma. O cisma perdurou até 867 d.C., quando Nicolau — após ter convocado um concílio em Constantinopla — morreu e Fócio foi deposto pela primeira vez quando Basílio I, o Macedônio subiu ao trono e desejava retomar as relações com o papado e com o imperador do ocidente.
Ainda assim, foram necessários dois concílios em Constantinopla para consertar a situação: um em 869–870 e outro em 879–880. O primeiro é reconhecido pela Igreja Católica como sendo o Oitavo Concílio Ecumênico, enquanto que a Igreja Ortodoxa reconhece o segundo como tal, uma diferença que perdura até hoje.
A controvérsia também envolveu os direitos de jurisdição sobre a recém-convertida Bulgária e também uma disputa doutrinária sobre a cláusula Filioque (que significa "e do Filho" e implicaria na "dupla procedência" do Espírito Santo), que fora adicionada ao credo niceno-constantinopolitano pela igreja latina e que se tornaria o ponto de ruptura (do ponto de vista teológico) que levaria ao Grande Cisma no século XI.